# 六苯基苯
六苯基苯是一种芳香族化合物，是由六个苯基取代苯环上的六个氢原子得到。
六苯基苯可利用Diels–Alder反应由四苯基环戊二烯酮和二苯基乙炔在二苯酮或其它高温溶剂下回流得到。

## 结构

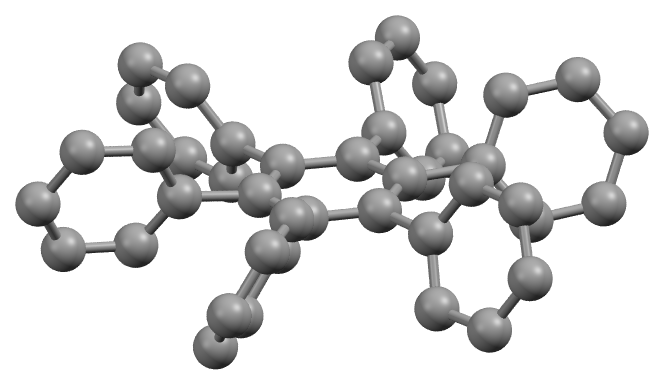
六苯基苯的晶体结构透视图，其中可以看到苯基的偏转。图中的氢原子已省略.

由于各个苯环之间存在着空间位阻，所以在稳定的构象中，如左图所示，作为取代基的苯环平面并不与中心苯环的平面平行，而是有一定程度的偏转。整个分子形成了一个桨状构象，外围的六个苯环偏转了65°左右。在气态条件下，外围的苯环会与中心苯环相垂直，并会进行一定程度的摆动。

## 性质
六苯基苯加氢还原，可以得到六环己基苯和六环己基环己烷。